# 大関和七郎
大関 和七郎（おおぜき わしちろう）は、江戸時代末期（幕末）の水戸藩士。桜田門外の変で井伊直弼襲撃に参加した桜田十八士の1人である。実兄に黒澤忠三郎、甥に広岡子之次郎がいる。
弘化3年（1846年）に叔父である大関恒右衛門増賀の養子となって150石の家督を継いだ。安政2年（1855年）に馬廻組に任命され、安政5年（1858年）には大番組に編入される。安政6年（1859年）に戊午の密勅が下ると、兄の黒澤と同じく過激な尊王攘夷派だったことから、返納に反対して奉勅を訴えた。このため幕府の後ろ盾があった藩保守派より圧力を受け、商人に変装して名も酒泉好吉と改めて江戸に潜入する。
安政7年（1860年）3月3日の桜田門外の変では大老・井伊直弼の襲撃に参加する。井伊を討ち取ったが負傷したため、肥後熊本藩の江戸藩邸に自首する。後に越中富山藩邸、更にその後但馬豊岡藩邸に拘禁された。
文久元年（1861年）7月26日に幕府の評定において死罪となり、斬首された。享年26。明治31年（1898年）、正五位を追贈された。